# Alex Ribeiro
Alex Ribeiro (n. 7 noiembrie 1948, Belo Horizonte, Minas Gerais, Brazilia) este un fost pilot de Formula 1. De-a lungul carierei a luat startul în 10 curse, niciuna din pole-position. Nu a câștigat nicio cursă și nu a terminat niciodată pe podium, acumulând 0 puncte în întreaga activitate ca pilot de Formula 1.